# Theridion sabinjonis
Theridion sabinjonis là một loài nhện trong họ Theridiidae.
Loài này thuộc chi Theridion. Theridion sabinjonis được Embrik Strand miêu tả năm 1913.